# 日本の自転車道一覧
日本の自転車道一覧（にほんのじてんしゃどういちらん）は、日本に現存する自転車道（サイクリングロード）を都道府県別に並べた一覧である。大規模自転車道以外のサイクリング道路も含む。大規模自転車道はその整備スキーム上一般都道府県道であるが例外はありそれは特記した。括弧内に通称・別名を示した。

## 北海道地方
北海道
- 北海道道814号滝野上野幌自転車道線（豊平川自転車道)
- 北海道道835号釧路阿寒自転車道線（湿原の夢ロード） - 雄別鉄道跡
- 北海道道872号支笏湖公園自転車道線
- 北海道道977号十勝川温泉帯広自転車道線（十勝大平原自転車道）
- 北海道道990号深川砂川自転車道線（石狩川自転車道）
- 北海道道1053号真駒内茨戸東雁来自転車道線（真駒内手稲豊平川自転車道路）
- 北海道道1076号利尻富士利尻自転車道線（利尻島自転車道）
- 北海道道1087号網走常呂自転車道線（オホーツク自転車道） - 旧国鉄湧網線跡
- 北海道道1136号旭川層雲峡自転車道線
- 北海道道1148号札幌恵庭自転車道線 - 旧国鉄千歳線旧線跡
- 歌志内サイクリングロード - JR北海道歌志内線跡
- 豊平川サイクリング園路
- 美唄市サイクリングロード - 三菱鉱業美唄鉄道線跡
- 北オホーツクサイクリングロード - JR北海道天北線跡
- 旭川サイクリングロード - 旧国鉄函館本線旧線跡
- 豊富町サイクリングロード - 日曹炭鉱天塩砿業所専用鉄道跡
- 風のメモリー - 旧国鉄胆振線跡
- 尻別川リバーパークサイクリングロード
- チェリングロード
- 無加川自転車歩行者道路
- 忠別川サイクリングロード
- 札幌支笏湖自転車道路 - 札幌市南区常盤～千歳市幌美内、全区間で国道453号と並行

## 東北地方
青森県
- 青森県道256号青森十和田湖自転車道線
- 青森県道265号鶴田五所川原自転車道線

岩手県
- 岩手県道501号北上花巻温泉自転車道線
- 岩手県道502号盛岡矢巾自転車道線
- 岩手県道503号遠野東和自転車道線

宮城県
- 宮城県道227号仙台亘理自転車道線
- 宮城県道246号石巻松島自転車道線

秋田県
- 秋田県道401号雄和仁別自転車道線
- 秋田県道402号秋田河辺雄和自転車道線
- 秋田県道403号秋田男鹿自転車道線

山形県
- 山形県道145号間沢寒河江山形自転車道線（さくらんぼサイクリングロード）
- 山形県道384号米沢県南公園自転車道線（置賜自転車道）
- 山形県道385号立川鶴岡自転車道線（庄内自転車道）
- 鶴岡市自転車歩行者道 3.5km 鶴岡市
- アユパーク舟形サイクリングロード 2km 舟形町
- 徳良湖サイクリングコース 3km 尾花沢市
- まほろばの緑道 7km 高畠町

福島県
- 福島県道372号須賀川二本松自転車道線（みちのく自転車道）
- 福島県道379号矢祭棚倉自転車道線（久慈川自転車道）
- 福島県道392号会津若松熱塩温泉自転車道線（大川喜多方自転車道）
- あぶくま川サイクリングロード（福島市～伊達市）22.2km

## 関東地方
茨城県
- 茨城県道500号茨城大洗自転車道線
- 茨城県道502号取手常総自転車道線（小貝川自転車道）
- 茨城県道503号古河岩井自転車道線
- 茨城県道505号桜川土浦潮来自転車道線 81.4km
  - 2016年4月1日に茨城県道501号桜川土浦自転車道線（つくばりんりんロード）・茨城県道504号潮来土浦自転車道線（霞ヶ浦自転車道）の2路線を統合。大規模自転車道としてはこの2路線が登録されている。この路線と周辺の霞ヶ浦の湖周の市町村道を含むルートは「つくば霞ヶ浦りんりんロード」の愛称が付けられ、ナショナルサイクルルートに指定されている。

栃木県
- 栃木県道289号二宮宇都宮自転車道線
- 栃木県道313号渡良瀬遊水地壬生自転車道線
- 栃木県道402号桐生足利藤岡自転車道線

群馬県
- 群馬県道401号高崎伊勢崎自転車道線 42.5km 高崎市浜尻町～伊勢崎市若葉町
- 群馬県道402号桐生足利藤岡自転車道線 38.4km 桐生市錦町～栃木県藤岡町
- 群馬県道403号玉村渋川自転車道線 35.0km 玉村町五料～渋川市金井 埼玉県道・群馬県道416号利根川自転車道線 に移行
- 桃ノ木川サイクリングロード 13.5km 前橋市下小出町～駒形町
- 広瀬川サイクリングロード 4.4km 伊勢崎市宮子町～若葉町
- 井野川サイクリングロード・ホタルの里サイクリングロード 5.9km 高崎市浜尻町～群馬町保渡田
- 烏川・榛名白川サイクリングロード 5.4km 高崎市上並榎町～沖町
- 長野堰サイクリングロード 5.8km 高崎市我峰町～高崎市末広町
- 早瀬川サイクリングロード 3.8km 高崎市大八木町～楽間町
- 烏川・碓氷川サイクリングロード 2.6km 高崎市聖石町～乗附町
- 粕川サイクリングロード 3.3km 伊勢崎市華蔵寺町～下植木町
- 蛇川 (石田川) サイクリングロード 12.1km 太田市古戸～寺井
- 薄根川サイクリングロード 3.5km 沼田市柳町～薄根町
- 烏川・神流川サイクリングロード 7.1km 新町戸崎～藤岡市根岸
- 鮎川サイクリングロード 4.2km 藤岡市上大塚～中
- 高田川サイクリングロード 11.5km 富岡市黒川～妙義町菅原
- 碓氷川サイクリングロード 9.8km 安中市板鼻～中後閑
- 胡桃沢川サイクリングロード 4.0km 中之条町中之条～五反田
- 草津サイクリングロード 2.2km 草津町草津
- 早川サイクリングロード 12.0km 尾島町阿久津～境町上渕名

埼玉県
- 埼玉県道155号さいたま武蔵丘陵森林公園自転車道線（荒川自転車道）
  - 荒川サイクリングロード

- 埼玉県道156号三郷幸手自転車道線（江戸川自転車道）
- 埼玉県道157号川越狭山自転車道線（入間川自転車道）
- 埼玉県道158号川島こども動物自然公園自転車道線（比企自転車道）
- 東京都道・埼玉県道255号足立さいたま自転車道線（芝川自転車道）
- 埼玉県道416号利根川自転車道線 この名前での大規模自転車道の指定はないが、大規模自転車道として指定された玉村渋川自転車道線が延長したもの。
- 利根サイクリングロード
- 緑のヘルシーロード
- 水と緑のふれあいロード
- 富士見サイクリングロード（新河岸サイクリングロード）
- 武蔵丘陵サイクリングコース（国営武蔵丘陵森林公園）

千葉県
- 千葉県道401号松戸野田関宿自転車道線
- 千葉県道402号長生茂原自転車道線 大規模自転車道ではない
- 千葉県道403号和田白浜館山自転車道線
- 千葉県道404号銚子小見川佐原自転車道線（大利根サイクリングロード） 大規模自転車道ではない
- 千葉県道405号九十九里一宮大原自転車道線
- 千葉県道406号八千代印旛栄自転車道線
- 千葉県道407号我孫子流山自転車道線
- 千葉県道408号飯岡九十九里自転車道線
- 千葉県道409号佐原我孫子自転車道線 大規模自転車道ではない

東京都
- 東京都道253号保谷狭山自然公園自転車道線（多摩湖自転車歩行者道）
- 葛飾区道葛733号線、江戸川区道A-0440号線（江戸川自転車道） 21.3km 大規模自転車道として指定されている。埼玉県道156号三郷幸手自転車道線に接続する。
- 東京都道・埼玉県道255号足立さいたま自転車道線（芝川自転車道）
- 多摩川サイクリングロード

神奈川県
- 神奈川県道409号相模川自転車道線（さがみグリーンライン自転車道）
- 神奈川県道451号藤沢大和自転車道線（境川自転車道）
- 湘南海岸・砂浜のみち
- 金目川サイクリングコース
- 鶴見川サイクリングコース

山梨県
- 山梨県道114号南アルプス甲斐自転車道線(釜無川サイクリングロード) 大規模自転車道ではない
- 山梨県道115号西下条音羽自転車道線(荒川サイクリングロード) 大規模自転車道ではない
- 山梨県道417号市川三郷山梨自転車道線(笛吹川サイクリングロード) 大規模自転車道ではない
- 山梨県道715号富士吉田山中湖自転車道線
- 重川サイクリングロード

長野県
- 長野県道441号穂高松本塩尻自転車道線（あづみ野やまびこ大規模自転車道）
- 長野県道462号上田千曲長野自転車道線（千曲川自転車道）
- 長野県道465号飯田上郷松川自転車道線（天竜川沿岸自転車道）大規模自転車道ではない

## 北陸地方
新潟県
- 新潟島一周自転車道
- 新潟県道542号上越糸魚川自転車道線（久比岐自転車道）- 一部北陸本線（→えちごトキめき鉄道日本海ひすいライン）旧線を活用。
- 新潟県道490号安田新潟自転車道線 （蒲原自転車道）

富山県
- 富山県道370号富山庄川小矢部自転車道線（一部区間：中央サイクリングロード）
- 富山県道375号富山朝日自転車道線（しんきろう自転車道）- 富山湾岸サイクリングコースの大きな部分を占める。

石川県
- 石川県道326号金沢羽咋自転車道線 - 石川県道60号金沢田鶴浜線・（能登海浜自転車道）から変更
- 石川県道293号羽咋巌門自転車道線（羽咋健民自転車道）
- 石川県道294号金沢小松自転車道線（加賀海浜自転車道）
- 石川県道295号小松加賀自転車道線（小松加賀健民自転車道）
- 石川県道302号手取川自転車道線（手取キャニオンロード）
- 犀川自転車道（犀川サイクリングロード）

## 中部地方
静岡県
- 静岡県道375号静岡御前崎自転車道線
- 静岡県道376号浜松御前崎自転車道線
- 静岡県道377号静岡清水自転車道線
- 静岡県道378号猪鼻湖周遊自転車道線 大規模自転車道ではない
- 静岡県道379号浜名湖周遊自転車道線

愛知県
- 愛知県道497号田原豊橋自転車道線（渥美サイクリングロード）
- 愛知県道288号豊田安城自転車道線（豊田安城サイクリングロード）
- 愛知県道511号武豊大府自転車道線（知多半島サイクリングロード）
- 名古屋港サイクリングロード
- 木曽川沿川サイクリングルート

岐阜県
- 岐阜県道195号岐阜千本松原公園自転車道線（長良川自転車道）
- 岐阜県道203号岐阜小倉公園自転車道線（長良川清流自転車道）
- 陶彩の径（多治見市道） - 東濃鉄道笠原線跡
- 駄知線自転車歩行者専用道（土岐市道） - 東濃鉄道駄知線跡

三重県
- 三重県道777号松阪伊勢自転車道線
- 三重県道129号磯部大王自転車道線

## 近畿地方
福井県
- 福井県道801号永平寺福井自転車道線
- 福井県道802号小浜大飯高浜自転車道線
- 福井県道803号北潟湖畔自転車道線 大規模自転車道ではない

滋賀県
- 滋賀県道600号近江八幡安土能登川自転車道線（びわ湖よし笛ロード）
- 滋賀県道601号守山大津志賀自転車道線（びわ湖レイクサイド自転車道）- ナショナルサイクルルートに指定されたビワイチの一部である。

京都府
- 京都府道801号京都八幡木津自転車道線 京奈和自転車道の京都区間。
- 京都府道802号田井大垣自転車道線（栗田半島天橋立シーサイド自転車道）
- 京都府道803号加悦岩滝自転車道線

大阪府
- 大阪府道801号大阪吹田自転車道線（北大阪サイクルライン、北大阪周遊自転車道）
- 大阪府道802号八尾河内長野自転車道線（南河内サイクルライン）
- 大阪府道803号旭西淀川自転車道線（なにわ自転車道）
- 大阪府道804号北河内自転車道線（北河内サイクルライン）

兵庫県
- 兵庫県道554号姫路明石自転車道線 - 姫路市～高砂市～加古川市～明石市
- 兵庫県道563号神出山田自転車道線 - 神戸市西区～神戸市北区
- 兵庫県道569号加古川右岸自転車道線 - 加古川市～高砂市
- 兵庫県道572号播磨中央自転車道線 - 加東市～加西市～加古川市

奈良県
- 奈良県道266号奈良西の京斑鳩自転車道線（奈良自転車道）
- 奈良県道273号大和郡山田原本橿原自転車道線（大和中央自転車道）
- 奈良県道274号明日香大和郡山自転車道線（飛鳥葛城自転車道）
- 奈良県道280号大和青垣吉野川自転車道線 京奈和自転車道の奈良県区間。これは社会資本整備総合交付金（広域連携事業）で整備されている。

和歌山県
- 和歌山県道801号白浜日置川自転車道線
- 和歌山県道802号太地新宮自転車道線
- 和歌山県道803号紀の川自転車道線 京奈和自転車道の和歌山県区間。これは社会資本整備総合交付金（広域連携事業）で整備されている。
- 和歌山県道804号貴志川自転車道線 これは社会資本整備総合交付金（広域連携事業）で整備されている。

## 中国地方
鳥取県
- 白砂青松の弓ヶ浜サイクリングコース 鳥取県境港市～鳥取県米子市
  - 夢みなと工区（港湾道路）境港市竹内団地～境港市新屋町
  - 弓ヶ浜工区（国道431号）境港市新屋町～米子市夜見町
  - 皆生工区（海岸管理用道路など） 米子市夜見町～米子市皆生新田3丁目

- 鳥取県道500号鳥取河原自転車道線（因幡自転車道）鳥取県鳥取市
- 鳥取県道501号倉吉東郷自転車道線（伯耆自転車道）鳥取県倉吉市～鳥取県東伯郡湯梨浜町 - 倉吉市石塚～倉吉市西倉吉町は倉吉線跡
- 鳥取県道502号米子境港自転車道線（弓ヶ浜自転車道）鳥取県米子市～鳥取県境港市
- 鳥取県道503号赤碕東郷自転車道線（鳥取県中部海岸自転車道）鳥取県東伯郡琴浦町～鳥取県東伯郡湯梨浜町

島根県
- 島根県道351号出雲路自転車道線（出雲路自転車道）島根県出雲市
- 島根県道352号宍道湖湖北自転車道線（宍道湖湖北自転車道）島根県松江市～島根県出雲市
- 旧JR西日本大社線跡 島根県出雲市 - 出雲市道I287号塩冶287号線の全線、出雲市道G327号高松327号線の一部が自転車道。
  - 出雲市道I287号塩冶287号線 塩冶有原町2丁目～高松町（旧出雲高松駅） - 自転車道
  - 島根県道162号大社立久恵線 高松町
  - 出雲市道G326号高松326号線 高松町
  - 出雲市道G327号高松327号線 高松町～荒茅町 - 高松町～荒茅町（旧荒茅駅、出雲市道1024号植松浜線交点）が自転車道。松寄下町（出雲市道2013号川成西園線交点）～荒茅町（出雲市道H094号長浜94号線交点）は通行不能区間。
  - 出雲市道X5505号小丸子荒茅線 荒茅町～大社町中荒木
  - 出雲市道X3504号神門中筋線 大社町中荒木～大社町北荒木

岡山県
- 岡山県道700号岡山総社自転車道線（吉備路自転車道）岡山市北区～岡山県総社市
- 岡山県道701号岡山賀陽自転車道線（吉備高原自転車道）岡山市北区～岡山県加賀郡吉備中央町
- 岡山県道702号八束川上自転車道線（蒜山高原自転車道）岡山県真庭市
- 岡山県道703号備前柵原自転車道線（片鉄ロマン街道）岡山県備前市～岡山県久米郡美咲町 - 同和鉱業片上鉄道線跡（岡山県和気郡和気町塩田～岡山県久米郡美咲町飯岡を除く）
- 旧西大寺鉄道線跡 岡山市東区
  - 岡山市道402410086号西大寺中野86号線 西大寺中野～浅越
  - 岡山市道402415040号広谷40号線 浅越～広谷
  - 岡山市道402416052号西大寺松崎53号線 西大寺松崎
  - 岡山市道402416085号西大寺松崎86号線 西大寺松崎
  - 岡山市道402416031号西大寺松崎32号線 西大寺松崎

- 茶屋町児島自転車道 岡山県倉敷市 - 下津井電鉄線跡。
  - 倉敷市道3008号茶屋児島自転車道1号線 茶屋町（茶屋町駅）～福江（旧福田駅）
  - 倉敷市道3009号茶屋児島線 福江（旧福田駅～旧福南山駅）
  - 倉敷市道3010号茶屋児島自転車道2号線 福江（旧福南山駅）～児島稗田町（稗田西交差点）
  - 倉敷市道3050号茶屋児島自転車道3号線 児島稗田町（稗田西交差点）～児島小川3丁目

- 風の道 岡山県倉敷市 - 下津井電鉄線跡。こちらも倉敷市が整備したが、市道に認定されていない。
- 旧玉野市営電気鉄道跡 岡山県玉野市 - 玉野市道02-0023号築港三井線～玉野市道04-0031号大聖寺玉橋線、玉野市道04-0028号白砂橋屋敷線が自転車道。
  - 玉野市道02-0023号築港三井線 築港2丁目～玉1丁目
  - 玉野市道04-0031号大聖寺玉橋線 玉1丁目～玉3丁目
  - 玉野市道04-0044号玉44号線 玉2丁目
  - 玉野市道04-0089号玉89号線 玉6丁目
  - 玉野市道04-0028号白砂橋屋敷線 玉6丁目～奥玉1丁目

- 旧井笠鉄道本線跡通り 岡山県笠岡市～岡山県井原市 - 笠岡市道I128号笠岡128号西ノ浜絵下谷線～笠岡市道0203号上田頭上長迫線～笠岡市道0113号上田頭上長迫線～笠岡市道D044号小平井44号大野越山崎線の笠岡市笠岡～笠岡市小平井（山陽自動車道との立体交差部分を除く）が自転車道。
  - 笠岡市道I128号笠岡128号西ノ浜絵下谷線 笠岡市笠岡 - 自転車道
  - 笠岡市道0203号上田頭上長迫線 笠岡市笠岡～笠岡市小平井 - 自転車道
  - 笠岡市道0113号上田頭上長迫線 笠岡市小平井 - 山陽自動車道との立体交差部分以外は自転車道
  - 笠岡市道D044号小平井44号大野越山崎線 笠岡市小平井 - 自転車道
  - 笠岡市道D052号小平井52号杢原向原線 笠岡市小平井
  - 笠岡市道C325号吉田61号山中線 笠岡市吉田
  - 岡山県道48号笠岡美星線 笠岡市吉田～笠岡市走出
  - 笠岡市道0109号甲弩中央薬師線 笠岡市走出
  - 井原市道 岡山県井原市木之子町～井原市七日市町

広島県
- 広島県道466号向島因島瀬戸田自転車道線（しまなみ海道サイクリングロード）広島県尾道市 愛媛県道325号今治大三島自転車道とともにナショナルサイクルルートに指定されたしまなみ海道サイクリングロードを形成する。

山口県
- 山口県道501号山口秋吉台公園自転車道線（山口秋吉台自転車道）山口市～美祢市（旧秋芳町）
- 山口県道502号山口防府小郡自転車道線（周防往還自転車道）山口市～防府市～山口市
- 山口県道503号佐波川自転車道線 - 防府市～山口市

## 四国地方
徳島県
- 徳島県道401号鳴門徳島自転車道線
- 徳島県道402号阿南徳島自転車道線

香川県
- 香川県道269号塩江香川高松自転車道線
- 香川県道270号丸亀琴平観音寺自転車道線
- 香川県道277号香川坂出丸亀自転車道

愛媛県
- 愛媛県道325号今治大三島自転車道線（しまなみ海道サイクリングロード）愛媛県今治市 広島県道466号向島因島瀬戸田自転車道線とともにしまなみ海道サイクリングロードを形成する。
- 愛媛県道335号松山川内自転車道線

高知県
- 高知県道501号高知安芸自転車道線
- 高知県道502号中村大方自転車道線

## 九州・沖縄地方
福岡県
- 福岡県道297号鱒渕八幡東自転車道線 政令指定都市である北九州市によって管理されている。北九州市の資料に依っては大規模自転車道とすることもあるが、国の大規模自転車道整備事業で整備されたわけではない(135路線の中にはない)。　全長33.4km
- 福岡県道301号遠賀宗像自転車道線（ひびき灘自転車道線）
- 福岡県道302号直方北九州自転車道線（北九州遠賀川自転車道線）
- 福岡県道474号飯塚直方自転車道線（遠賀川河川敷サイクリング道路）
- 福岡県道611号西ノ浦今宿自転車道線（玄海自転車道）
- 福岡県道806号吉井久留米自転車道線（筑後川自転車道線）

佐賀県
- 佐賀県道401号佐賀環状自転車道線（佐賀環状自転車道）

長崎県
- 長崎県道300号長崎野母崎自転車道線（野母半島サイクリング道路）
- 南島原市道南島原自転車道線　- 島原鉄道線廃線跡

熊本県
- 熊本県道330号熊本山鹿自転車道線（ゆうかファミリーロード）
- 熊本県道335号湯前人吉自転車道線（球磨川サイクリングロード）

大分県
- 大分県道411号中津山国自転車道線（メイプル耶馬サイクリングロード）
- 大分県道413号杵築安岐国東自転車道線（国東半島サイクリングロード）
- 大分県道713号弁天横瀬自転車道線 大規模自転車道ではない

宮崎県
- 宮崎県道363号綾宮崎自転車道線（大淀川自転車道）
- 宮崎県道365号宮崎佐土原西都自転車道線（一ツ葉・西都原自転車道）

鹿児島県
- 鹿児島県道1号東串良吾平自転車道線（肝属川河畔自転車道）
- 鹿児島県道2号加世田日吉自転車道線（吹上浜砂丘自転車道）
- 甲突川自転車歩行者道
- フィットネスパース（サンロード鹿屋）
- りんりんロード大崎線（りんりんロード）

沖縄県
- 沖縄県道236号玉城那覇自転車道線（沖縄のみち自転車道）

## リンク
- 国土交通省道路局 大規模自転車道の紹介 - 国会図書館インターネット資料保存収集事業